# Easton (Missouri)
Easton és una població dels Estats Units a l'estat de Missouri. Segons el cens del 2000 tenia 258 habitants.

## Demografia
Segons el cens del 2000, Easton tenia 258 habitants, 104 habitatges, i 66 famílies. La densitat de població era de 163,3 habitants per km².
Dels 104 habitatges en un 37,5% hi vivien nens de menys de 18 anys, en un 51,9% hi vivien parelles casades, en un 7,7% dones solteres, i en un 36,5% no eren unitats familiars. En el 34,6% dels habitatges hi vivien persones soles el 14,4% de les quals corresponia a persones de 65 anys o més que vivien soles. El nombre mitjà de persones vivint en cada habitatge era de 2,48 i el nombre mitjà de persones que vivien en cada família era de 3,26.
Per edats la població es repartia de la següent manera: un 29,5% tenia menys de 18 anys, un 5% entre 18 i 24, un 30,6% entre 25 i 44, un 24% de 45 a 60 i un 10,9% 65 anys o més.
L'edat mediana era de 36 anys. Per cada 100 dones de 18 o més anys hi havia 97,8 homes.
La renda mediana per habitatge era de 31.750 $ i la renda mediana per família de 40.000 $. Els homes tenien una renda mediana de 33.125 $ mentre que les dones 21.250 $. La renda per capita de la població era de 14.865 $. Entorn del 4,8% de les famílies i el 4,8% de la població estaven per davall del llindar de pobresa.

## Poblacions més properes
El següent diagrama mostra les poblacions més properes.